# Colleen Beaumier
Pour les articles homonymes, voir Beaumier.
Colleen Beaumier (née le 8 novembre 1944) est une femme politique canadienne. Elle est députée fédérale libérale de la circonscription ontarienne de Brampton de 1993 à 1997, de Brampton-Ouest—Mississauga de 1997 à 2004 et de Brampton-Ouest de 2004 à 2008.

## Biographie
Née à Chatham en Ontario, Beaumier étudie la psychologie à l'université de Windsor. Avant d'entrer en politique, elle enseigne à Ontario School for Mentally Challenged Children, une école pour enfants présentant un handicap. Elle travaille aussi dans une firme de contrôle de camions et également en tant que vice-présidente dans une firme de services bioanalytiques.
Élue en 1993, elle est réélue en 1997, 2000, 2004 et en 2006.
Durant sa carrière parlementaire, elle parle fréquemment des droits humains et participe à une conférence de l'union interparlementaire aux Nations unies en 1995. Elle aborde aussi les dangers des disparités globales. En réponse à une violation des droits humains lors d'une enquête sur la Somalie, elle présente le projet de loi privé C-208 qui augmente la transparence dans la bureaucratie et établit des amendes pour la destruction de documents.
En 2003, elle est secrétaire parlementaire d'Elinor Caplan, ministre du Revenu national.
Elle annonce en septembre 2008, ne pas vouloir se représenter pour les élections de 2008,.